# 慕尼黑伊萨尔门站
伊萨尔门站（德語：S-Bahnhof München Isartor）是一座慕尼黑快铁1-4、6-8号线位于莱赫尔的一座车站，毗邻伊萨尔门。